# 이토 히데아키
이토 히데아키(일본어: 伊藤英明, 1975년 8월 3일 ~ )는 일본의 배우이다. 기후현 기후시 출신. 신장 183 cm. 사자자리. 혈액형 O형. 소속사무소는 A-team.

## 출연

### 드라마
- 춤추는 대수사선 연말 스페셜 (1997년) - 아이하라 역
- 오버 타임 (1999년) - 코바야시 유키 역
- 구명병동 24시 (2001년) - 야베 준페이 역
- 사랑을 몇 년 쉬었습니까 (2001년) - 사와무라 히로시 역
- 토시이에와 마츠~카가 백만석 이야기~ (2002년) - 마에다 토시나가 역
- 천체관측 (2002년) - 사야마 쿄이치 역
- 붉은 수염 (2002년) - 야스모토 노보루 역
- 나의 마법사 (2003년) - 마치다 미치오 역
- 하얀 거탑 (2003년) - 야나기하라 히로시 역
- 생방송은 멈추지 않는다! (2003년) - 사루와타리 코고로 역
- 뜨거운 꿈의 날 (2004년) - 타카세 카즈히코 역
- 하얀 거탑 스페셜 (2004년) - 야나기하라 히로시 역
- 국도 이야기 (2005년) - 오다 노부나가 역
- 우미자루 에볼루션 (2005년) - 센자키 다이스케 역
- 쓰레기 변호사 (2006년) - 타케다 마사미 역
- 고독한 도박 - 사랑하는 사람이여 (2007년) - 치구사 테이지로 역
- 퍼스트 키스 (2007년) - 카노 카즈키 역
- 경관의 피 (2008년) - 안조 카즈야 역
- 버저 비트 : 벼랑 끝의 히어로 (2009년) - 카와사키 토모야 역
- 더블즈 - 두명의 형사 (2013년) - 야마시타 슌스케 역
- 킨다이치 코스케VS아케치 코고로 (2013년) - 아케치 코고로 역
- 죄인의 거짓말 (2014년) - 카사하라 타쿠야 역
- 킨다이치 코스케VS아케치 코고로 후타타비 (2014년) - 아케치 코고로 역

### 영화
- 크로스 파이어 (2000년) - 타다 카즈키 역
- 프린세스 블레이드 (2001년) - 타카시 역
- 음양사 (2001년) - 미나모토노 히로마사 역
- 러브송 (2001년) - 마츠오카 역
- 음양사2 (2003년) - 미나모토노 히로마사 역
- 우미자루 (2004년) - 센카지 다이스케 역
- 이 가슴 가득한 사랑을 (2005년) - 어른 히로 역
- 우미자루2 - 리미트 오브 러브 (2006년) - 센자키 다이스케 역
- 스키야키 웨스턴 : 장고 (2007년) - 떠돌이 총잡이 역
- 252 생존자 있음 (2008년) - 시노하라 유지 역
- 카무이 외전 (2009년) - 후도 역
- 우미자루3 - 더 라스트 메세지 (2010년) - 센자키 다이스케 역
- 안달루시아 여신의 보복 (2011년) - 코타리 마코토 역
- 악의 교전 (2012년) - 하스미 세이지 역
- 우미자루 4 - 브레이브 하츠 (2012년) - 센자키 다이스케 역
- 우드 잡! (2014년) - 요키 역
- 식녀 - 쿠이메 (2014년) - 타쿠에츠 / 스즈키 쥰 역
- 22년 후의 고백 (2017년) - 마키무라 코 역
- 3월의 라이온 전편 (2017년)
- 3월의 라이온 후편 (2017년)